# Егугуойо
Егугуойо (XVI ст.) — 9-й алаафін (володар) держави Ойо. Заклав основи відродження країни.

## Життєпис
Син алаафіна Офінрана. За життя батька брав участь у походах проти держави Нупе, що захопила значну частину Ойо. Згодом успадкував трон. Зміг відвоювати столицю Ойо — Іле-Ойо. Втім вона на той час значною мірою була зруйнована. 
Втім небезпека з боку Нупе не зникла. Тому Егугуойо заснував нову столицю — Ойо-Ігбохо (Нове Ойо). Загалом протягом панування зміг придушути заколоти проти себе та забезпечити захист від нападів Нупе. Помер до 1555 року. Трон успадкувала його сестра Оромпото.